# Johannes van Nieukerken
Johannes Jacobus van Nieukerken  (Middelburg, 22 februari 1854 - Den Haag, 7 oktober 1913) was een Nederlands architect.

## Leven en werk
Johannes van Nieukerken ontving zijn opleiding aan een praktijkleerschool. Hij werkte van 1880 tot 1887 op het bureau van rijksbouwkundige Jacobus van Lokhorst en werd daar geschoold in de bouwwijze van Pierre Cuypers. 
In 1887 richtte hij het Architectenbureau Van Nieukerken op. Zijn doelgroep bestond uit rijke aristocraten, industriëlen en hoogwaardigheidsbekleders, aanvankelijk vaak afkomstig uit Zeeland. Hij ontwierp voor hen herenhuizen en buitenplaatsen en restaureerde en verbouwde oude huizen. Door deze relaties wist hij zijn welgestelde klantenkring over heel Nederland uit te breiden. Hij werkte samen met beeldhouwers als August Alexander en Louis Vreugde.
Ook zijn zoons Marie Adrianus van Nieukerken (1879-1963) en Johan van Nieukerken (1885-1962) werden architect en traden al vroeg in dienst bij het architectenbureau van hun vader, dat zij tot de opheffing in 1960 zouden leiden. De negentiende-eeuwse ambachtelijke, historiserende bouwwijze met rijke detaillering werd door hen voortgezet. In de loop der tijd kwam hierop ook de nodige kritiek.

## Gebouwen
Een selectie van gebouwen ontworpen door Van Nieukerken:
- Badhotel, Domburg (1866)
- Villa Carmen Sylva, Domburg (1885-1887)
- Badpaviljoen, Domburg (1889)
- Cadettenschool, Alkmaar (ca. 1891)
- Algemeen Provinciaal-, Stads-, en Academisch Ziekenhuis (APSAZ), Oostersingel, Groningen (1889-1903)
- Landhuis Vrederust (thans Welgelegen), Serooskerke (1895)
- Huize Westerhout, Beverwijk (1896)
- Koetshuis en stal van Kasteel Broekhuizen (1897)
- Kasteel De Wittenburg, Wassenaar (1899)
- Koninklijk Instituut voor de Tropen, Amsterdam (1913-1926)

- Bibliothèque nationale de France: cb151186700 (data)
- Biografisch Portaal: 56629889
- Gemeinsame Normdatei: 121465853
- International Standard Name Identifier: 0000 0000 8270 0748
- Library of Congress Control Number: no00066489
- Nederlandse Thesaurus van Auteursnamen: 087542390
- RKD-Nederlands Instituut voor Kunstgeschiedenis: 255832
- Système universitaire de documentation: 234499478
- Union List of Artist Names: 500265756
- Virtual International Authority File: 77172156
- WorldCat: E39PBJfcKWFdrTQfqFjYCYP4v3